# إديث إميلي موريس
إديث إميلي موريس (بالإنجليزية: Edith Emily Morris)‏ هي صائغة فضة نيوزيلندية، ولدت في 6 ديسمبر 1895، وتوفيت في 28 ديسمبر 1965.